# زخم (فیلم ۱۹۷۶)
زخم (به لهستانی: Blizna) یک فیلم داستانی ۱۰۴ دقیقه‌ای به کارگردانی کریشتوف کیشلوفسکی است که در سال ۱۹۷۶ ساخته شده‌است. فیلم‌نامهٔ این فیلم توسط راموآلد کارارس و کریشتوف کیشلوفسکی نوشته شده‌است.

## داستان
در یک جلسه حزبی تصمیم گرفته می‌شود تا یک کارخانهٔ جدید مواد شیمیایی در شهرکی محروم به نام اولکو ساخته شود. استفان بدنارز با آن منطقه فرستاده می‌شود تا بر روند احداث کارخانه نظارت کند. اهالی منطقه نیز مخالف احداث کارخانه هستند ....